# 平岡威一郎
平岡 威一郎（ひらおか いいちろう、1962年（昭和37年）5月2日 - ）は、日本の元実業家。父は三島由紀夫。母は平岡瑤子。母の死後に代わって三島の著作権保護に努め、三島の映画論をまとめた『三島由紀夫映画論集成』の監修などに携わった。

## 略歴
1962年（昭和37年）5月2日、父・三島由紀夫（本名：平岡公威）と母・瑤子（旧姓：杉山）の長男として東京で誕生。3歳年上の姉・紀子と共に、大田区馬込東一丁目1333番地（現・南馬込四丁目32番8号）の家で育った。
小学校はお茶の水女子大学附属小学校に通い、開成中学校に学んだが、中学卒業後に渡米。帰国後は市川崑のもとで映画製作の手伝いをした。「米国へ行きたい、などと言っていたが、結局、慶応へ進んだらしい」と、勝部真長（威一郎在学当時のお茶の水女子大学附属小学校校長）は伝えている。
成人後は、映画の助監督を経て、1988年（昭和63年）9月9日、東京都中央区銀座8丁目5-24のエイトスタービル1階に宝飾店「アウローラ」を開店した。1990年代前半には作詞家を志して売野雅勇に弟子入りしたが、才能はあったものの作る詞が典雅すぎるもののため、通俗的な歌謡曲やポップスの世界に向かないとして半年ほどで諦めさせられた。
母・瑤子の死後に、福島次郎が父・三島との愛人関係を描いた小説『剣と寒紅』を1998年（平成10年）に出版したが、その著書の中で福島が三島の書簡を無断公表したことに対して威一郎は、姉・紀子と共に著作権侵害の故を以て同書の出版差し止めを求め、福島および文藝春秋を東京地方裁判所に提訴し、2000年（平成12年）5月23日に勝訴が確定した。
1999年（平成11年）には『三島由紀夫映画論集成』の編集・監修、2005年（平成17年）には、三島の小説の映画化『春の雪』の企画・監修に携わった。その際は「三島威一郎」と名乗っている。

## 威一郎と三島由紀夫
男児・威一郎が誕生した翌年、三島は息子の将来に思いを馳せ、「どんなことをしても、小説家だけにはなつてもらひたくない」として、「どんなに世間の喝采を博す喜びがあるにしても、こんなサーカスの綱渡りみたいな危険な職業は選ばせたくない」と語った。また、雑誌などで子供の写真を撮らせない方針であることを述べ、親が有名人だということで、自分も何か実質があるかのような勘違いを起し、人格形成に計り知れない害を及ぼすことを危惧した。
家で子供と一緒に夕食を摂る時には、どんな面白い番組があっても絶対にテレビは消させた三島だが、雑誌に連載される赤塚不二夫の『もーれつア太郎』は、いつも威一郎と奪い合って読んでいた。
威一郎が6歳の頃には、息子の友達が家に集まって来ると、三島はボディビルで鍛えた胸を叩いて怪獣のような奇声を発しながら、子供たちを脅かすことが恒例となり人気を博していた。一番幼い子などは、平岡家には怪獣が住んでいると本当に信じ込んでいたという。
三島は死を決意した1970年（昭和45年）3月頃から、少しでも子供との時間を増やしたいかのように、威一郎をよく後楽園ゆうえんちに遊びに連れて行き、時には倭文重も伴って、遊んだ帰りに水道橋のトンカツ屋で楽しく会食した。ある日、威一郎をデパートに連れて行った時、玩具のことで親子喧嘩をした威一郎が「お父様なんか死んでしまえ！」と口答えをした。三島はそのことが身に応え、本当に悲しそうだったという。
自決する月の11月13日には、威一郎の小学校の授業参観の後、勝部校長と3時間ほど息子のことで懇談したという。三島は日頃、他人に自分の子供の話などしない人間だったが、自死のせまったある日には、とある人物との用談中、唐突に「僕は威一郎が可愛くて可愛くてどうにも仕方がない、本当に可愛いんだ」と2、3度同じことを繰り返したとされ、さらに、23日か24日頃には、母親にも「お母様、僕はもう威一郎を諦めました」と言ったという。

## 家族・親族

### 平岡家
（兵庫県印南郡志方町（現・加古川市）、東京都）
- 高祖父・太吉（農業、金融業）

1833年（天保4年）生 - 1896年（明治29年）没
- 高祖母・つる（兵庫県平民・寺岡久平の長女）

1836年（天保7年）生 - 1916年（大正5年）没
- 曾祖父・定太郎（内務省官僚）

1863年（文久3年）生 - 1942年（昭和17年）没
- 曾祖母・夏子（大審院判事・永井岩之丞の長女、幕臣・永井尚志の孫）

1876年（明治9年）生 - 1939年（昭和14年）没
- 祖父・梓（農商務省官僚）

1894年（明治27年）生 - 1976年（昭和51年）没
- 祖母・倭文重（漢学者・橋健三の次女、漢学者・橋健堂の孫）

1905年（明治38年）生 - 1987年（昭和62年）没
- 叔母・美津子

1928年（昭和3年）生 - 1945年（昭和20年）没
- 叔父・千之（外交官）

1930年（昭和5年）生 - 1996年（平成8年）没
- 父・公威（作家・三島由紀夫）

1925年（大正14年）生 - 1970年（昭和45年）没
- 母・瑤子（画家・杉山寧の長女）

1937年（昭和12年）生 - 1995年（平成7年）没
- 姉・紀子（演出家）

1959年（昭和34年）生 -